# Selezioni giovanili della nazionale maschile di pallavolo dell'Unione Sovietica
Le selezioni giovanili della nazionale maschile di pallavolo dell'Unione Sovietica, attive fino al 1991, sono state gestite dalla federazione pallavolistica dell'Unione Sovietica (FVSSSR) e hanno partecipato ai tornei pallavolistici internazionali per squadre nazionali maschili limitatamente a specifiche classi d'età.

## Under-21
La selezione nazionale Under-21 rappresentava l'Unione Sovietica nelle competizioni internazionali dove il limite di età è di 21 anni.
| Campionato mondiale | Campionato mondiale |
| Edizione            | Piazzamento         |
| ------------------- | ------------------- |
| 1977                | 1º posto            |
| 1981                | 1º posto            |
| 1985                | 1º posto            |
| 1987                | 3º posto            |
| 1989                | 1º posto            |
| 1991                | 3º posto            |

## Under-20
La selezione nazionale Under-20 rappresentava l'Unione Sovietica nelle competizioni internazionali dove il limite di età è di 20 anni.
| Campionato europeo | Campionato europeo |
| Edizione           | Piazzamento        |
| ------------------ | ------------------ |
| 1966               | 1º posto           |
| 1969               | 1º posto           |
| 1971               | 1º posto           |
| 1973               | 1º posto           |
| 1975               | 1º posto           |
| 1977               | 1º posto           |
| 1979               | 1º posto           |
| 1982               | 1º posto           |
| 1984               | 1º posto           |
| 1986               | 4º posto           |
| 1988               | 1º posto           |
| 1990               | 1º posto           |

## Under-19
La selezione nazionale Under-19 rappresentava l'Unione Sovietica nelle competizioni internazionali dove il limite di età è di 19 anni.
| Campionato mondiale | Campionato mondiale |
| Edizione            | Piazzamento         |
| ------------------- | ------------------- |
| 1989                | 2º posto            |
| 1991                | 2º posto            |